# Ставищанське народне училище

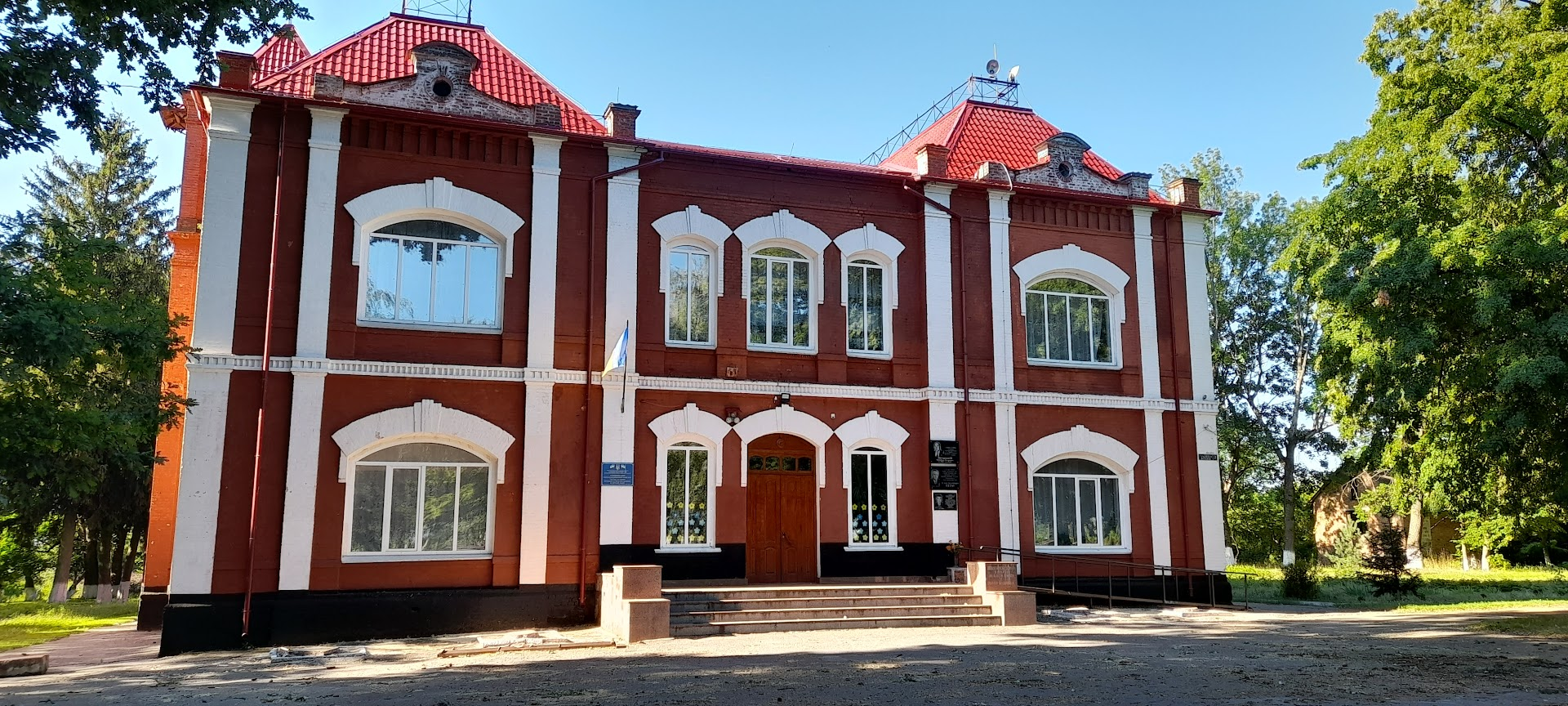
Будівля Розкішнянської гімназії

Ставищанське народне училище — загальноосвітній навчальний заклад, призначений для здобуття елементарної освіти нижчими станами, переважно селянами.
1 жовтня 1885 року в частині містечка Ставище, що мала назву Розкішне (нині с. Розкішна Ставищенської селищної ради Білоцерківського району Київської області) відкрито однокласне училище. Містилося у двох будівлях, які виділив грав Владислав Браницький, — в садибі та будинку прислуги поблизу млина. Його відвідували діти зі Ставища, Розкішної та найближчої околиці, зокрема з сіл Бесідка та Розумниця.
Згодом училище стало затісним для всіх охочих, тому граф звернувся до попечителя Київського навчального округу Володимира Вельямінова-Зернова з пропозицією збудувати двоповерхове училище. Штатний архітектор Київського навчального округу Микола Чекмарьов склав кошторис у сумі 33885 рублів і 49 копійок.
Імператор Олександр III власноручно підписав складений міністром внутрішніх справ Іваном Дурново і схвалений Державною радою Російської імперії документ, яким визначено асигнувати 9370 рублів на побудову.
29 квітня 1895 року закладено наріжний камінь нового приміщення училища. Основна сума, 30 тис. рублів, виділена з відсотків капіталу покійної графині Олександри Браницької. Будівлю звели за півтора року — уже 16 жовтня 1896 року її освячено. Офіційним актом затверджено, що будівництво навчального закладу коштувало 34342 рублів 93 коп.
Станом на 1899 рік у Ставищанському двокласному народному училищі навчалося 138 хлопчиків та 35 дівчаток, завідувачем був учитель II класу, колезький асесор Василь Григорович Шереметьєв. Навчання провадили російською мовою. Заклад був досить популярним, забезпеченим за педагогічними вимогами того часу.
1910 року двокласну державну школу перетворено на чотирикласне міське училище. Крім традиційних предметів двокласних шкіл (Закон Божий, читання та письмо, арифметика, історія тощо), у чотирикласних навчальних закладах вивчали геометрію, фізику, природознавчі дисципліни, іноземні мови та інші предмети.
1911 року придбано наочність: транспортир, муляж шлунка людини, муляжі частин тіла бджоли, камертон, мікроскоп, колекція з 50 предметів для мікроскопа, облаштовано кабінет фізики
1915 року тут навчалося 150 хлопчиків та 40 дівчаток. Якщо невчасно вносилася оплата, учнів відраховували, сповіщаючи попечителя Київського навчального округу.
Недоліком було те, що дівчата могли навчатися тільки у двокласній школі, тоді як до чотирикласної приймали тільки хлопців. Дізнавшись про перетворення Ставищанського чотирикласного училища на вище початкове училище, мешканці містечка 31 травня 1913 року звернулися до директора народних училищ Київської губернії з проханням дати можливість здобувати в ньому освіту також дівчатам. Та всі плани зруйнувала Перша світова війна.
Майже 130 років будівля Ставищанського народного училища безперервно виконує свою первісну освітню функцію. Нині в ній функціонує Розкішнянська гімназія Ставищенської селищної ради Білоцерківського району Київської області.